# Martti Niskala
Martti Alfred Niskala, född 27 januari 1911 i Haukipudas, död 4 november 1984, var en finländsk väg- och vattenbyggnadsingenjör och ämbetsman.
Niskala, som var son till jordbrukaren Jaakko Niskala och Jenni Maria Mettovaara, blev student 1930 och diplomingenjör 1935. Han var ingenjör vid byggnadsbolaget Hannelius & Oksanen 1935–1939, avdelningschef vid Konsumtionsandelslagens centralförbund (KK) 1939–1944, byggnadschef vid Pohjolan Voima Oy i Kemi 1944–1950, vid Typpi Oy i Uleåborg 1950–1952, vid Yhtyneet Paperitehtaat i Kaipola 1952–1954, vid Neste Oy i Nådendal 1955–1957, verkställande direktör vid Maaseudun Keskusrakennustoimisto Oy i Helsingfors 1957–1961 samt generaldirektör vid Väg- och vattenbyggnadsstyrelsen 1961–1977. 
Niskala var assistent vid Tekniska högskolan 1935–1939 och ordförande i statens datamaskincentral från 1964. Han var kommunikationsminister (opolitisk) i Reino R. Lehtos regering 1963–1964 och trafikminister (opolitisk) i Teuvo Auras regering 1970. Han skrev tekniska och ekonomiska artiklar i olika tidskrifter.